# Misteriosul X din cosmos
Misteriosul X din cosmos (宇宙大怪獣ギララ Uchū Daikaijū Girara?, Format:Literal translation, în engleză The X from Outer Space) este un film științifico-fantastic kaiju japonez din 1967, care a fost regizat de Kazui Nihonmatsu⁠(d) și îi are în rolurile principale pe Eiji Okada și Toshiya Wazaki.

## Distribuție
- Toshiya Wazaki — căpitanul K. Sano
- Itoko Harada — Michiko Taki
- Shinichi Yanagisawa — H. Miyamoto
- Eiji Okada — dr. Kato
- Peggy Neal — Lisa Schneider (dublată de Reiko Mutō)[3]
- Franz Gruber — dr. Berman (dublat de Tamio Ōki)[3]
- Mike Daneen — dr. Stein (dublat de Teiji Ōmiya)[3]
- Keisuke Sonoi — dr. M. Shioda
- Torahiko Hamada — dl Kimura
- Hiroshi Fujioka — lucrător al bazei lunare

## Lansare
Misteriosul X din cosmos a fost lansat în Japonia pe 25 martie 1967. Filmul nu a fost niciodată lansat în cinematografele din Statele Unite ale Americii, ci a fost difuzat direct la televiziune în 1968 de postul American International Television.